# Rami Lehtinen
Rami Lehtinen, född 17 januari 1976 i Loimaa, är en finländsk polis och politiker (Sannfinländarna). Han är ledamot av Finlands riksdag sedan 2023.
Lehtinen blev invald i riksdagsvalet 2023 med 5 636 röster från Tavastlands valkrets.